# Flavina granulata
Flavina granulata är en insektsart som beskrevs av Stsl 1861. Flavina granulata ingår i släktet Flavina och familjen sköldstritar. Inga underarter finns listade i Catalogue of Life.